# Piper PA-20 Pacer
Piper PA-20 Pacer är ett amerikanskt högvingat allmänflygplan tillverkat av Piper Aircraft mellan år 1950 och 1954. Planet är utrustat med sporrhjul, men versionen Piper PA-22 Tri-Pacer är utrustat med noshjul. Planet fanns tillgängligt med en Lycoming O-235-motor på 115 hk och en Lycoming O-290-motor på 125 eller 135 hk.